# Robert Kromm (hockey sur glace)
Pour les articles homonymes, voir Robert Kromm.
Robert Kromm, dit Bobby Kromm, né le 8 juin 1928 à Calgary au Canada et mort le 9 juin 2010 à Détroit aux États-Unis, est un entraîneur de hockey sur glace.

## Biographie
Joueur amateur dans la Western International Hockey League, il devient entraîneur-joueur de son équipe en 1960 avant de se consacrer uniquement à une carrière d'entraîneur. Il prend la tête des Totems de Seattle en 1965 dans la Western Hockey League, des Braves de Saint-Louis en 1966 dans la CPHL puis des Black Hawks de Dallas dans la même ligue en 1967. Il reste entraîneur des Black Hawks jusqu'en 1975, remportant en 1972 le trophée Jake-Milford du meilleur entraîneur de la saison puis il rejoint les Jets de Winnipeg dans l'Association mondiale de hockey pour deux saisons. En 1977, il devient entraîneur-chef des Red Wings de Détroit dans la Ligue nationale de hockey. Pour sa première saison dans la LNH, il remporte le trophée Jack-Adams. Cette année-là, les Red Wings terminent deuxièmes au classement, juste derrière les Canadiens de Montréal. Kromm emmène alors Détroit en séries éliminatoires pour une première fois en huit ans. L'équipe est cependant rapidement éliminée des séries. Il reste entraîneur à Détroit de 1977 à 1980, remportant 79 matchs en 231 rencontres, puis prend sa retraite. Il meurt le 9 juin 2010 d'un cancer du côlon.